# Luba (Guinea Equatoriale)
Luba (7.739 ab.) è la seconda città più grande dell'isola di Bioko (Guinea Equatoriale) dopo Malabo (capitale del paese). Si trova sul versante ovest dell'isola ed è situata in prossimità di alcuni picchi vulcanici. Sono attrazioni turistiche le sue spiagge e per il suo ospedale in stile coloniale.
La città possiede un porto abbastanza importante ed è collegata a Malabo da una strada percorribile in un'ora e mezzo di automobile.